# Zichya brevicauda
Zichya brevicauda är en insektsart som beskrevs av Bei-bienko 1951. Zichya brevicauda ingår i släktet Zichya och familjen vårtbitare. Inga underarter finns listade i Catalogue of Life.